# Giro d'Italia 1977
Il Giro d'Italia 1977, sessantesima edizione della "Corsa Rosa", si svolse in ventidue tappe dal 20 maggio al 12 giugno 1977, per un percorso totale di 3 968 km. Fu vinto dal belga Michel Pollentier.
Freddy Maertens, dominatore della prima settimana con sette vittorie, cadde insieme a Rik Van Linden durante la volata della seconda semitappa del Mugello (ottava tappa), e fu costretto al ritiro. Il Giro sembrò allora essere nelle mani di Francesco Moser, che però non seppe amministrarsi nelle salite dell'ultima settimana e fu sopravanzato in classifica da Pollentier. Johan de Muynck, ancora in lotta per la vittoria finale, dovette ritirarsi alla ventesima tappa per un problema fisico. Fu così che Pollentier, partito come gregario di Martens, si impose a sorpresa, aggiudicandosi anche l'ultima cronometro con arrivo a Binago. Maertens tre anni dopo, in un'intervista rilasciata a Beppe Conti, accusò Pollentier e altri corridori di aver fatto ricorso al doping.
Venne trasmesso in tv dalla Rai Rete 2 e in radio da Rai Radio1.

## Regolamento

### Maglie e classifiche
il regolamento quell'anno prevedeva 4 maglie: la maglia rosa (come sempre per il migliore in classifica), la maglia ciclamino (leader della classifica a punti), la maglia verde (leader della classifica scalatori), e la  maglia bianca, che premiava il miglior giovane.

### Abbuoni
Il regolamento di quell'edizione non prevedeva alcun tipo di abbuoni.

## Tappe
| Tappa  | Data      | Percorso                                          | km    | Vincitore di tappa       | Leader cl. generale |
| ------ | --------- | ------------------------------------------------- | ----- | ------------------------ | ------------------- |
| prol.  | 20 maggio | Bacoli > Monte di Procida                         | 7     | Freddy Maertens          | Freddy Maertens     |
| 1ª     | 21 maggio | Lago Miseno > Avellino                            | 159   | Freddy Maertens          | Freddy Maertens     |
| 2ª-1ª  | 22 maggio | Avellino > Foggia                                 | 118   | Rik Van Linden           | Freddy Maertens     |
| 2ª-2ª  | 22 maggio | Foggia > Foggia                                   | 65    | Luciano Borgognoni       | Freddy Maertens     |
| 3ª     | 23 maggio | Foggia > Isernia                                  | 166   | Simone Fraccaro          | Freddy Maertens     |
| 4ª     | 24 maggio | Isernia > Pescara                                 | 228   | Freddy Maertens          | Freddy Maertens     |
| 5ª     | 25 maggio | Pescara > Monteluco di Spoleto                    | 215   | Mario Beccia             | Francesco Moser     |
| 6ª-1ª  | 26 maggio | Spoleto > Gabicce Mare                            | 185   | Freddy Maertens          | Francesco Moser     |
| 6ª-2ª  | 26 maggio | Gabicce Mare > Gabicce Mare                       | 70    | Freddy Maertens          | Francesco Moser     |
| 7ª     | 27 maggio | Gabicce Mare > Forlì                              | 163   | Freddy Maertens          | Francesco Moser     |
| 8ª-1ª  | 28 maggio | Forlì > Circuito del Mugello                      | 103   | Freddy Maertens          | Francesco Moser     |
| 8ª-2ª  | 28 maggio | Circuito del Mugello > Circuito del Mugello       | 79    | Marino Basso             | Francesco Moser     |
| 9ª     | 29 maggio | Lucca > Pisa (cron. individuale)                  | 25    | Knut Knudsen             | Francesco Moser     |
| 10ª    | 30 maggio | Pisa > Salsomaggiore Terme                        | 205   | Giacinto Santambrogio    | Francesco Moser     |
| 11ª    | 31 maggio | Salsomaggiore Terme > Santa Margherita Ligure     | 198   | Claudio Bortolotto       | Francesco Moser     |
|        | 1º giugno | giorno di riposo                                  |       |                          |                     |
| 12ª    | 2 giugno  | Santa Margherita Ligure > San Giacomo di Roburent | 160   | Wilmo Francioni          | Francesco Moser     |
| 13ª    | 3 giugno  | Mondovì > Varzi                                   | 192   | Giancarlo Tartoni        | Francesco Moser     |
| 14ª    | 4 giugno  | Voghera > Vicenza                                 | 247   | Marc Demeyer             | Francesco Moser     |
| 15ª    | 5 giugno  | Vicenza > Trieste                                 | 223   | Ercole Gualazzini        | Francesco Moser     |
| 16ª-1ª | 6 giugno  | Trieste > Gemona del Friuli                       | 107   | Marc Demeyer             | Francesco Moser     |
| 16ª-2ª | 6 giugno  | Gemona del Friuli > Conegliano                    | 116   | Pierino Gavazzi          | Francesco Moser     |
| 17ª    | 7 giugno  | Conegliano > Col Drusciè                          | 220   | Giuseppe Perletto        | Michel Pollentier   |
| 18ª    | 8 giugno  | Cortina d'Ampezzo > Pinzolo                       | 223   | Gianbattista Baronchelli | Michel Pollentier   |
| 19ª    | 9 giugno  | Pinzolo > San Pellegrino Terme                    | 205   | Renato Laghi             | Michel Pollentier   |
| 20ª    | 10 giugno | San Pellegrino Terme > Varese                     | 138   | Wilmo Francioni          | Michel Pollentier   |
| 21ª    | 11 giugno | Binago > Binago (cron. individuale)               | 29    | Michel Pollentier        | Michel Pollentier   |
| 22ª    | 12 giugno | Milano > Milano                                   | 122   | Luciano Borgognoni       | Michel Pollentier   |
| Totale | Totale    | Totale                                            | 3 968 |                          |                     |

## Squadre e corridori partecipanti
| N.    | Cod. | Squadra                       |
| ----- | ---- | ----------------------------- |
| 1-10  | BIA  | Bianchi-Campagnolo            |
| 11-20 | BRO  | Brooklyn                      |
| 21-30 | FIO  | Fiorella Mocassini            |
| 31-40 | GBC  | G.B.C.-Itla-TV Color          |
| 41-50 | JOL  | Jollj Ceramica                |
| 51-60 | KAS  | KAS-Campagnolo                |
| 61-70 | FLA  | Latina Assicurazioni-Flandria |

| N.      | Cod. | Squadra                  |
| ------- | ---- | ------------------------ |
| 71-80   | MAG  | Magniflex-Torpado        |
| 81-90   | SAN  | Sanson                   |
| 91-100  | SCI  | Scic                     |
| 101-110 | SEL  | Selle Royal-Contour-Alan |
| 111-120 | TEK  | Teka                     |
| 121-130 | VIB  | Vibor                    |
| 131-140 | ZON  | Zonca-Santini            |

## Classifiche finali

### Classifica generale - Maglia rosa
| Pos. | Corridore                | Squadra   | Tempo      |
| ---- | ------------------------ | --------- | ---------- |
| 1    | Michel Pollentier        | Latina A. | 107h26'16" |
| 2    | Francesco Moser          | Sanson    | a 2'32"    |
| 3    | Gianbattista Baronchelli | Scic      | a 4'02"    |
| 4    | Alfio Vandi              | Magniflex | a 7'50"    |
| 5    | Wladimiro Panizza        | Scic      | a 7'56"    |
| 6    | Ronny De Witte           | Brooklyn  | a 10'04"   |
| 7    | Walter Riccomi           | Scic      | a 12'28"   |
| 8    | Claudio Bortolotto       | Sanson    | a 13'41"   |
| 9    | Mario Beccia             | Sanson    | a 13'48"   |
| 10   | Wilmo Francioni          | Magniflex | a 16'11"   |

### Classifica a punti - Maglia ciclamino
| Pos. | Corridore          | Squadra      | Punti |
| ---- | ------------------ | ------------ | ----- |
| 1    | Francesco Moser    | Sanson       | 225   |
| 2    | Pierino Gavazzi    | Jollj Ceram. | 185   |
| 3    | Luciano Borgognoni | Vibor        | 185   |
| 4    | Michel Pollentier  | Latina Ass.  | 155   |
| 5    | Wilmo Francioni    | Magniflex    | 143   |

### Classifica scalatori - Maglia verde
| Pos. | Corridore          | Squadra     | Punti |
| ---- | ------------------ | ----------- | ----- |
| 1    | Faustino Fernández | KAS         | 675   |
| 2    | Ueli Sutter        | Zonca       | 490   |
| 3    | Michel Pollentier  | Latina Ass. | 340   |
| 4    | Mario Beccia       | Sanson      | 220   |
| 5    | Renato Laghi       | Vibor       | 195   |

### Classifica giovani - Maglia bianca
| Pos. | Corridore          | Squadra      | Tempo      |
| ---- | ------------------ | ------------ | ---------- |
| 1    | Mario Beccia       | Sanson       | 107h41'04" |
| 2    | Vittorio Algeri    | G.B.C.-Itla  | a 7'34"    |
| 3    | Amilcare Sgalbazzi | Jollj Ceram. | a 11'27"   |